# Partido Socialista de los Trabajadores (España)

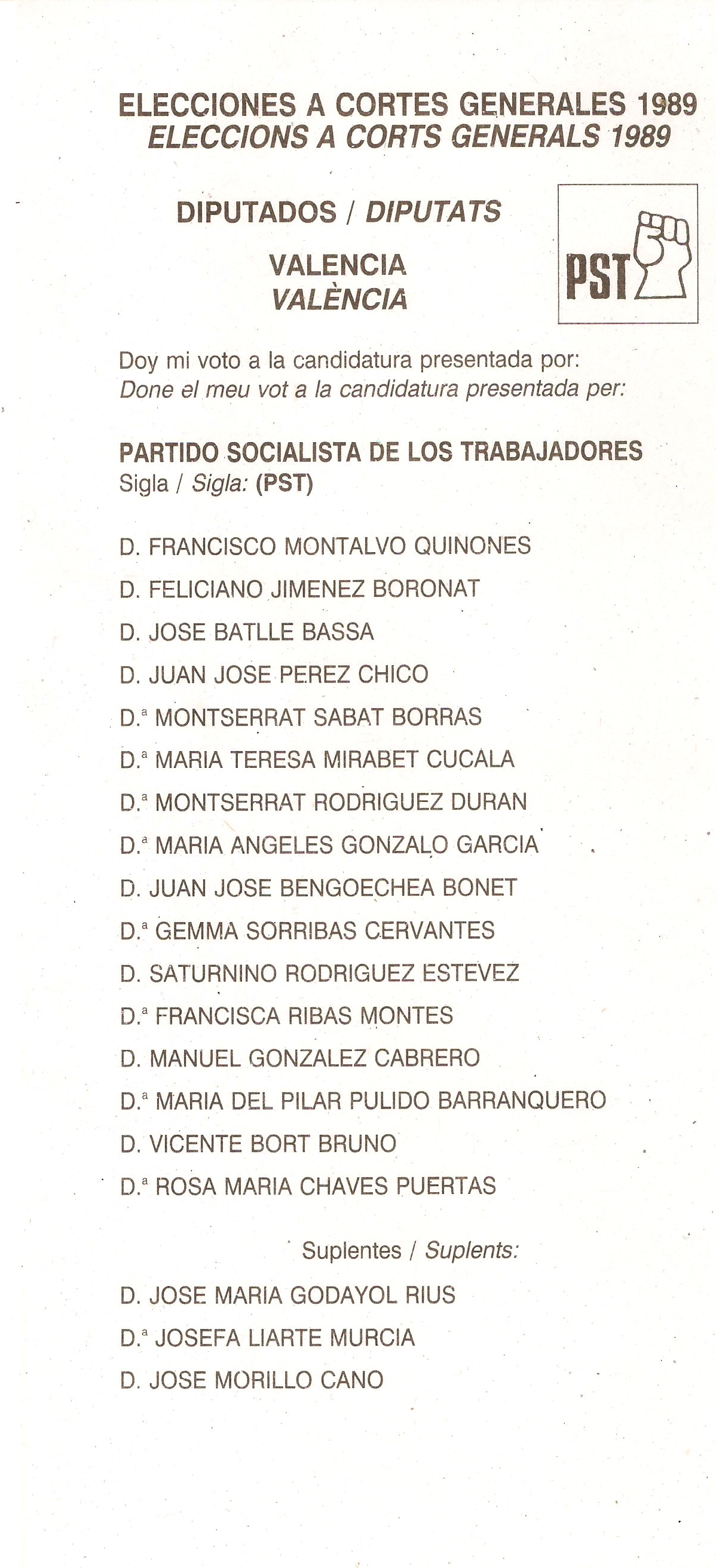
Papeleta electoral del PST en 1989

El Partido Socialista de los Trabajadores (PST) fue un partido político español de ideología comunista, de corte trotskista y seguidor de Nahuel Moreno, formado a finales de 1979 por la unión de militantes de la Liga Socialista Revolucionaria (LSR) y de la Liga Comunista Revolucionaria (LCR). Desde 1985 fue la sección española de la Liga Internacional de los Trabajadores - Cuarta Internacional.
Se presentó a algunas elecciones en coalición con el Partido Obrero Revolucionario de España (PORE), pero a pesar de ser uno de los partidos de la izquierda radical española con mejores resultados electorales siempre fue extraparlamentario. En 1993 se dividió en dos sectores: PST (La Verdad Socialista), que en 1994 se fusionaría con el Grupo por la Construcción de un Partido Obrero Revolucionario (GPOR) para crear el Partido Revolucionario de los Trabajadores (PRT), integrado en 1998 a Izquierda Unida; y PST (Contra Corriente) que se disolvería poco después.

## Miembros destacados
El PST tuvo tres secretarios generales, que fueron respectivamente Enrique del Olmo, Ángel Luis Parras y Enrique Mosquera.
El 1 de febrero de 1980 fue secuestrada y asesinada en Madrid por miembros de ultraderecha la líder estudiantil y militante del PST Yolanda González Martín.
Su asesino, Emilio Hellín Moro, era militante de Fuerza Nueva y fue condenado a 43 años de cárcel en 1983. Cuatro años después, en 1987, aprovechó un permiso carcelario para fugarse a Paraguay con documentación legal y toda su familia. Allí fue protegido por el dictador Alfredo Stroessner, para el que estuvo trabajando en sus cuerpos policiales. En 1990 fue detenido por la Interpol y extraditado a España. Tras pasar solo 6 años en prisión, sale libre en 1996 y vuelve a trabajar al servicio de la policía española como asesor de espionaje y técnicas de rastreo informático hasta el año 2011.

## Resultados electorales
| Generales de 1982 | 103,133 | 0,49% |
| Generales de 1986 | 77,914  | 0,39% |
| Europeas de 1987  | 77,132  | 0,40% |
| Europeas de 1989  | 38,683  | 0,24% |
| Generales de 1989 | 81,218  | 0,40% |
| Generales de 1993 | 30,068  | 0,13% |